# Videomind
I Videomind sono un gruppo musicale italiano formato da due rapper e un DJ, rispettivamente Clementino, Francesco Paura e DJ Tayone.

## Storia del gruppo
I tre si sono uniti nel tardo 2009.
Nel luglio dell'anno seguente è uscito il singolo È normale, il quale ha anticipato la pubblicazione dell'album d'esordio Afterparty, pubblicato il 1º ottobre dello stesso anno.
Dall'album sono stati estratto il secondo singolo Music Therapy e i videoclip dei brani L'immenso e Peter Pan.
Nel luglio del 2011 in occasione del raggiungimento dei 10.000 iscritti alla fan page Facebook ufficiale del gruppo è stato reso disponibile in freedownload un singolo inedito intitolato Il giorno dopo. L'8 dicembre 2011 esce una riedizione dell'album d'esordio contenente i remix di tutte le canzoni dell'album più il remix del singolo in collaborazione con il duo di disc jockey italiani Blatta & Inesha, Globetrotters.
Il 10 gennaio 2012 in un'intervista Clementino afferma che ci sarà sicuramente un seguito ad Afterparty, e che non appena avrà tempo libero tornerà in studio con i Videomind. Il 24 ottobre 2012, Paura ha pubblicato il brano Zombie, realizzato in collaborazione con Clementino e DJ Tayone ed inserito in Slowfood.

## Stile
Lo stile del gruppo è molto particolare e innovativo nel mondo del rap italiano in quanto fonde la musica elettronica e il rap alle sonorità del funk e della musica dance.
Canzoni come Music Therapy ne sono un valido esempio: sulla base dance si possono sentire sonorità electro (sintetizzatore, voci robotiche) e molti scratch (tipici del rap) che creano un misto di generi musicali particolarmente ritmato che rende i Videomind peculiari sotto questo aspetto.

## Formazione
- Clementino – voce
- Francesco Paura – voce
- DJ Tayone – beatmaker, disc jockey

## Discografia

### Album in studio
- 2010 – Afterparty

### Album di remix
- 2011 – Afterparty Remix

### Singoli
- 2010 – È normale
- 2010 – Music Therapy
- 2011 – Il giorno dopo

### Collaborazioni
- 2011 – Blatta & Inesha – Globetrotters[10] (feat. Videomind)